# Dawsonia
Dawsonia là một chi rêu trong họ Polytrichaceae.